# وایتندورف
وایتندورف (به آلمانی: Weitendorf) یک شهر در آلمان است که در لودویگسلوست-پارشیم واقع شده‌است. وایتندورف ۴۹۳ نفر جمعیت دارد.